# 秦攻荡氏之战
秦攻荡氏之战，是指春秋早期秦国和荡氏的戰爭。
荡氏戎是春秋初期生活在中国西北的一支戎人部落。前713年（周桓王七年、秦宪公三年），秦国出兵灭亡荡氏戎建立的亳戎。前704年（周桓王十六年、秦宪公十二年），秦宪公再次发兵攻打居住在原来亳戎境内的荡氏部落，尽占其地。同年，秦宪公去世，其子秦出子与秦武公争位。